# CZW Iron Man Championship

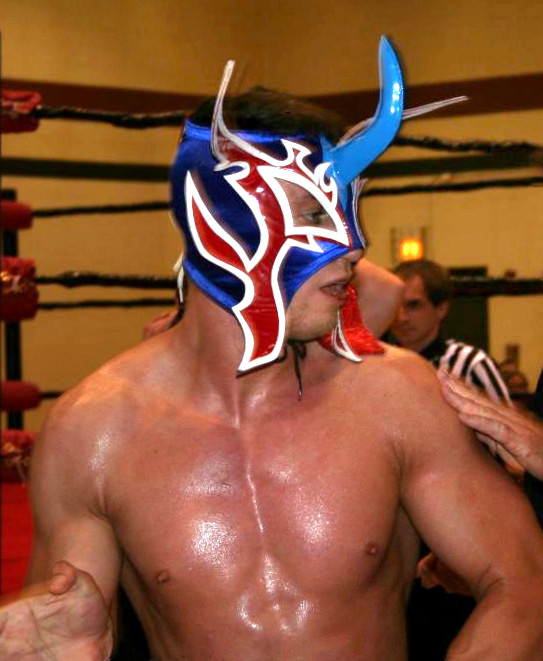
Está imagen es del luchador famoso CZW Iron Man Championship

El CZW Iron Man Championship fue un título de lucha libre profesional de la promoción Combat Zone Wrestling (CZW). Fue creado en 1999 en el primer show de la CZW, Opening Night con Derek Domino como el primer campeón, dejando de serlo esa misma noche. El último campeón fue Egostico Fantástico, siendo retirado de la empresa el 11 de julio de 2009. A pesar del nombre, no fue un título exclusivo de los Ironman Matches, no tienen nada en común.

## Lista de campeones
| Luchador:           | Reinado N°: | Derrotó a:                                                   | Fecha:                   | Show o Evento:                   |
| ------------------- | ----------- | ------------------------------------------------------------ | ------------------------ | -------------------------------- |
| Derek Domino        | 1           | N/A                                                          | 13 de febrero de 1999    | Opening Night.                   |
| Lobo                | 1           | Derek Domino                                                 | 13 de febrero de 1999    | Opening Night.                   |
| Justice Pain        | 1           | Lobo                                                         | 19 de junio de 1999      | Down in Flames.                  |
| Lobo                | 2           | Justice Pain                                                 | 16 de octubre de 1999    | Cage of Death.                   |
| Wifebeater          | 1           | Lobo                                                         | 11 de marzo de 2000      | March Violence.                  |
| Mad Man Pondo       | 1           | Wifebeater                                                   | 10 de junio de 2000      | Caged to the End.                |
| Wifebeater          | 2           | Mad Man Pondo                                                | 22 de julio de 2000      | No Rules, No Limits.             |
| Nick Gage           | 1           | Wifebeater                                                   | 22 de julio de 2000      | No Rules, No Limits.             |
| Wifebeater          | 3           | Nick Gage y Mad Man Pondo                                    | 7 de octubre de 2000     | Rules Were Made to Be Broken.    |
| Nate Hatred         | 1           | Wifebeater                                                   | 11 de noviembre de 2000  | Jersey Rulz.                     |
| Wifebeater          | 4           | Nate Hatred                                                  | 21 de febrero de 2001    | Delaware Invasion.               |
| Lobo                | 3           | Wifebeater, Lord Everett DeVore, Nate Hatred y Mad Man Pondo | 10 de febrero de 2001    | Crushing the Competition         |
| Nick Mondo          | 1           | Wifebeater y Mad Man Pondo                                   | 9 de junio de 2001       | Breakaway Brawl                  |
| Nick Gage           | 2           | Nick Mondo                                                   | 28 de julio de 2001      | What About Lobo?.                |
| Nick Berk           | 1           | Nick Mondo                                                   | 27 de octubre de 2001    | And JUSTICE for All              |
| Adam Flash          | 1           | Nick Berk y Nick Mondo                                       | 15 de diciembre de 2001  | Cage of Death 3.                 |
| Nick Mondo          | 2           | Justice Pain y The Messiah;                                  | 11 de mayo de 2002       | High Stakes.                     |
| Justice Pain        | 2           | Nick Mondo y The Messiah                                     | 8 de junio de 2002       | Best of the Best II.             |
| Adam Flash          | 2           | Justice Pain                                                 | 13 de julio de 2002      | Deja Vu.                         |
| The Messiah         | 1           | Adam Flash                                                   | 12 de octubre de 2002    | Beyond the Barrier.              |
| Nick Mondo          | 3           | The Messiah                                                  | 8 de febrero de 2003     | Uncivilized.                     |
| Vacante             | N/A         | Fue dejado vacante por una lesión de Nick Mondo              | 26 de julio de 2003      | Tournament of Death 2.           |
| Trent Acid          | 1           | Jimmy Rave y Nick Gage                                       | 13 de septiembre de 2003 | Redefined.                       |
| Jimmy Rave          | 1           | Trent Acid                                                   | 13 de diciembre de 2003  | Cage of Death 5 - Suspended.     |
| Chris Hero          | 1           | Jimmy Rave                                                   | 1 de mayo de 2004        | Apocalypse.                      |
| B-Boy               | 1           | Chris Hero                                                   | 11 de diciembre de 2004  | Cage of Death VI.                |
| Franky The Mobster  | 1           | B-Boy                                                        | 5 de febrero de 2005     | Only the Strong: Scarred 4 Life. |
| Kevin Steen         | 1           | Franky the Mobster                                           | 13 de agosto de 2005     | Deja Vu 3: Wired                 |
| LuFisto             | 1           | Kevin Steen                                                  | 12 de agosto de 2006     | Trapped.                         |
| Vacante             | N/A         | Se dejó vacante por una lesión de LuFisto                    | 13 de febrero de 2007    | New Year, New Opportunities.     |
| DJ Hyde             | 1           | Chris Hero y Adam Flash                                      | 10 de febrero de 2007    | H8.                              |
| Toby Klein          | 1           | DJ Hyde                                                      | 12 de mayo de 2007       | Restore the Order.               |
| DJ Hyde             | 2           | Toby Klein                                                   | 8 de septiembre de 2007  | Chri$ Ca$h Memorial Show.        |
| Joker               | 1           | DJ Hyde                                                      | 10 de noviembre de 2007  | Night of Infamy.                 |
| Brain Damage        | 1           | Jocker                                                       | 12 de enero de 2008      | New Year's Resolutions.          |
| DJ Hyde             | 3           | Brain Damage, Danny Havoc y Insane Lane                      | 14 de junio de 2008      | Summer School                    |
| Brain Damage        | 2           | DJ Hyde                                                      | 12 de julio de 2008      | Tangled Web                      |
| Sami Callihan       | 1           | Brian Damage                                                 | 14 de marzo de 2009      | Total Havoc                      |
| Egostico Fantastico | 1           | Sami Callihan                                                | 13 de junio de 2009      | Best of the Best 2009            |
| Retirado            | N/A         | Retirado sin dar explicaciones                               | 11 de julio de 2009      | N/A                              |

## Mayor cantidad de reinados
- 4 veces: Wifebeater.
- 3 veces: Lobo, Nick Mondo y DJ Hyde.
- 2 veces: Nick Gage, Justice Pain, Adam Flash y Brain Damage.